# Dolmen de la Pichone
Der 1909 von dem Amateurarchäologen André Moireuc entdeckte Dolmen de la Pichone (auch La Pitchoune genannt) liegt an der D3 (Straße) kurz hinter dem Abzweig des „Chemin des Renards“ (Straße), östlich von Ménerbes, im Département Vaucluse in Frankreich.

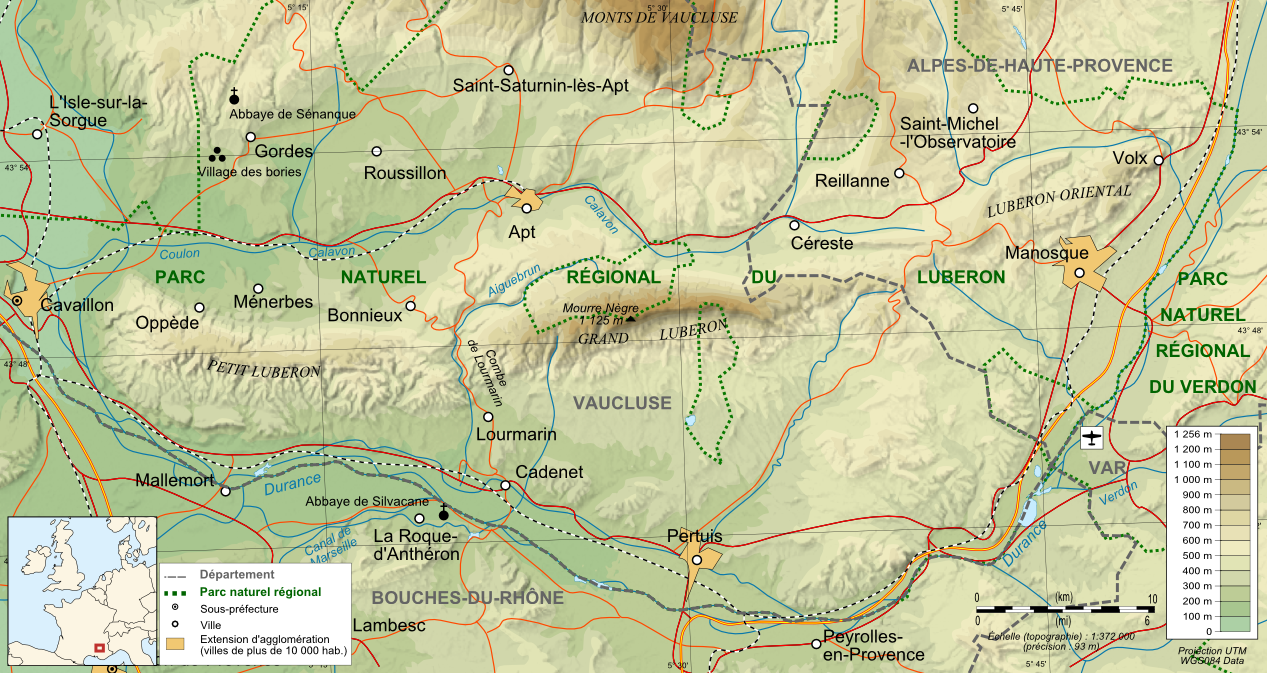
Lage von Menerbes - links

Der Dolmen liegt unterhalb neben der Straße und einem Brückenbogen. Er ist in einen terrassierten Hang gebaut. Ob dies die ursprüngliche Position war oder der Hang beim Straßenbau aufgeschüttet wurde, ist unklar.
Die 2,87 × 1,9 m große Kammer ist 1,76 m hoch. Sie hat einen Endstein, einen Deckstein und vorne die abgeschlagenen Reste zweier Portalsteine, die beiden Seiten sind dagegen aus Trockenmauerwerk erstellt und kragen etwas über.
Der Dolmen wurde manchmal als Lagerplatz benutzt.
Mit dem Dolmen de l’Ubac in Goult und dem Dolmen Autel du Loup in Sault ist er einer von nur drei Dolmen im Vaucluse und einer der wenigen in der Provence.